# Ling Guang
Ling Guang (凌光S, Líng GuāngP; Shanghai, 1º marzo 1966) è un'ex cestista cinese.

## Carriera
Con la Cina ha disputato i Giochi olimpici di Seul 1988 e due edizioni dei Campionati del mondo (1986, Campionati del mondo del 1990).